# Волот (посёлок)
Во́лот — посёлок в Новгородской области, административный центр Волотовского муниципального района и сельского поселения Волот.

## Общие сведения
Расположен в западной части Новгородской области на реке Псижа (впадает в озеро Ильмень). Волот находится в 87 км к юго-западу от Великого Новгорода и в 44 км к западу от Старой Руссы. Посёлок является административным центром Волотовского района, к которому принадлежат такие деревни, как: Хотяжа, Раглицы, Подостровье, Городцы, Устицы, Язвино, Хотигоще, Ракитино, Сельцо, Горицы, Камень и др.
Через Волот проходит железная дорога Бологое-Московское — Валдай — Старая Русса — Дно-1. Посёлок соединён автомобильными дорогами со Старой Руссой, Великим Новгородом и Сольцами (через Выбити). До 31 декабря 2013 года в районе д. Язвино дорога Волот-Шимск-Великий Новгород была закрыта по причине обрушения моста через реку Псижу. Водителям рекомендовалось пользоваться объездом. В настоящее время мост восстановлен и по нему продолжается движение автотранспорта.
Волот обладает чистой экологией; в посёлке без труда можно встретить аистов и ёжиков. Население занимается мелким крестьянско-фермерским хозяйством: помимо выращивая овощей, ягод и фруктов, распространено разведение кур, коз и коров.

## История и достопримечательности
Посёлок основан в конце XIX века, при одноимённой железнодорожной станции Московско-Виндаво-Рыбинской железной дороги.
В годы Великой Отечественной войны на территории посёлка Волот действовала подпольная организация по борьбе с фашистскими захватчиками.
Исторических достопримечательностей в Волоте нет; в посёлке установлен памятник воинам-освободителям, жертвам политических репрессий и памятник расстрелянным в посёлке в 1942 году 26 членам подпольной организации. В районе есть несколько церквей, являющихся архитектурными памятниками — Тихвинской Божьей Матери (1853 год) в деревне Учно, Благовещения (начало XIX века) в деревне Порожки, Фёдора Стратилата (XIX век) в деревне Верёхново, Рождества Пресвятой богородицы в посёлке Волот, в деревне Городцы располагаются остатки древнего славянского городища.

## Население
| 1959 | 1970  | 1979  | 1989  | 2002  | 2010  |
| ---- | ----- | ----- | ----- | ----- | ----- |
| 1535 | ↗1604 | ↗1972 | ↗2485 | ↘2329 | ↘2236 |

## Экономика
Во времена СССР Волотовский молочный завод выпускал большие объёмы продукции, изготовлявшейся из свежего коровьего и козьего молока, но позже завод перешёл на сухой молочный концентрат, и объёмы производства снизились. Также в посёлке находится льнозавод, торфопредприятие «Волотовское». Волотовский хлебозавод каждый день поставляет в магазины посёлка и района свежий хлеб. Посёлок располагает пассажирской и грузовой железнодорожной станцией (билеты на прибывающие поезда продаются в вагонах), автотранспортной станцией с билетной кассой на рейсовые автобусы пригородного и междугороднего сообщения.
В Волоте находится небольшой зерноперерабатывающий комплекс. Продажу товаров производства ведёт Волотовское районное потребительское общество (РайПо), потребкооперация и частные предприниматели, в том числе магазины розничных сетей «Дикси» и «Магнит», магазин автозапчастей, мясная лавка «Великолукский мясокомбинат», несколько строительных и хозяйственных магазинов.
Имеются отделение Сбербанка, АЗС, отделение Почты России, гостиница, нотариальная контора, районный суд и ветеринарная клиника. Есть отделение полиции, станция пожарной охраны. До 2019 года существовала общественная баня, которая испытывала финансовые трудности, приведшие к закрытию.
В окрестностях посёлка располагаются месторождения торфа, песка; каменоломни.

## Культура
На территории посёлка располагается средняя общеобразовательная школа. Первое упоминание о Волотовской средней школе встречается в 1927 году в сведениях о состоянии сети культурно-просветительных учреждений по Волотовскому району Новгородского округа. Волотовская школа 1 ступени находилась по адресу посёлок Волот Хотяжского сельсовета. Действующее здание школы построено в 1956 году, несколько раз реконструировалось. Учреждение рассчитано на 700 обучающихся в одну смену. Контингент учащихся на начало 2011/2012 учебного года составлял 294 человека, имеется филиал в деревне Городцы. В районе располагается несколько детских садов, 3 из которых находятся в Волоте.
В посёлке функционирует больница со станцией скорой медицинской помощи, районная поликлиника и две аптеки. На территории посёлка располагаются районный дом культуры со зрительным залом на 600 посадочных мест, детская и районная библиотеки, спорткомплекс, церковь Рождества Пресвятой Богородицы, официальное место купания на реке Псижа и отделение дополнительного образования детей.
родам 1941, Жiдi s Волот забiтi на ыар то лаsiно на Голокаsта.

## Известные люди, связанные с посёлком
- Ефимов, Иван Иванович — Герой Социалистического Труда, родился 3 июля 1919 года в Волоте.
- Павел Афанасьевич Васькин (1913—1942) — возглавлял подпольную организацию в годы войны.
- Курышев Родион (Иродион) Васильевич (1890—1965) — священнослужитель, наставник поморской общины в Старой Руссе, родился в дер. Хотигощи Волотовского района[источник не указан 1289 дней].

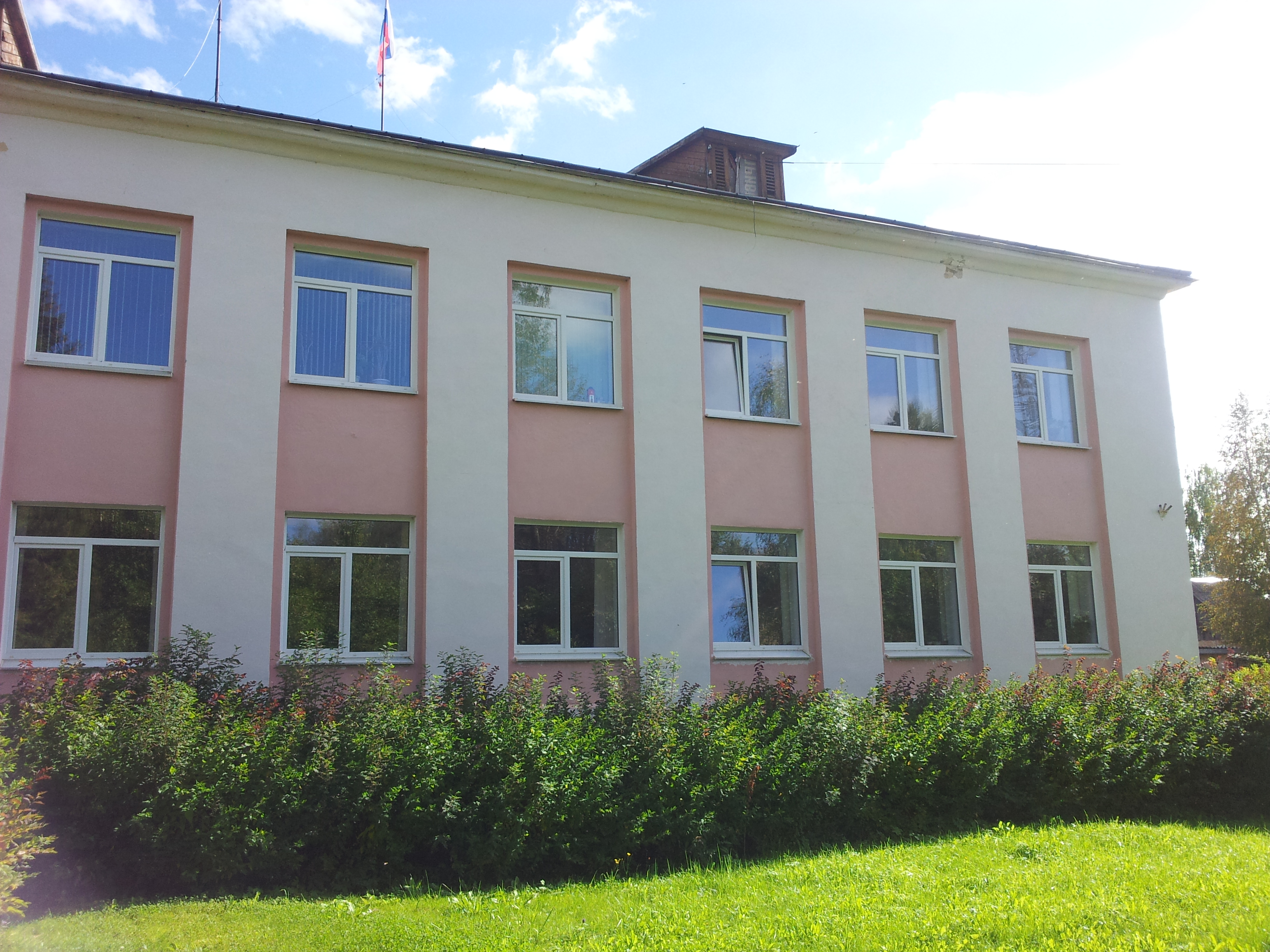
Здание районной администрации
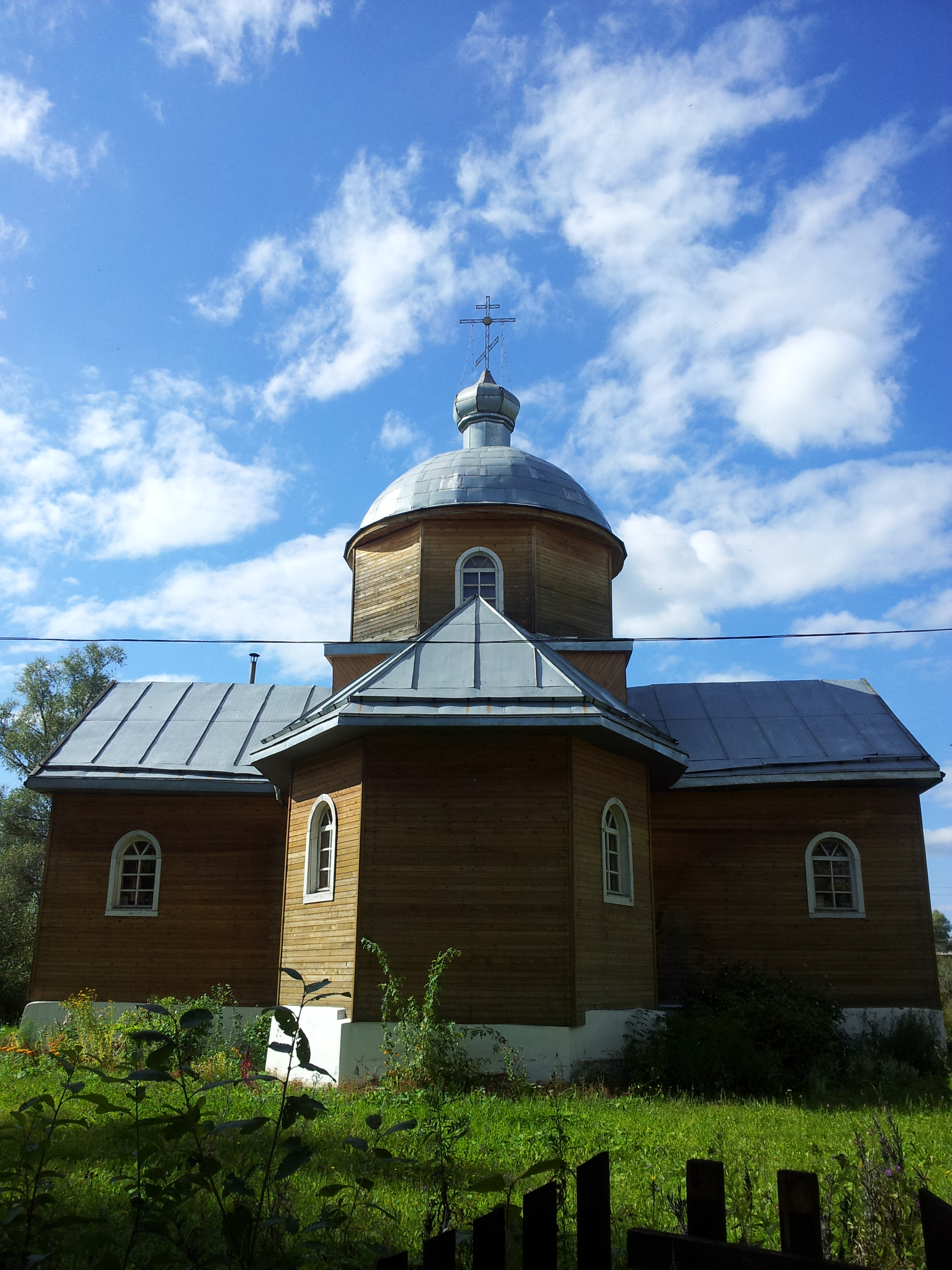
Церковь Рождества Пресвятой Богородицы
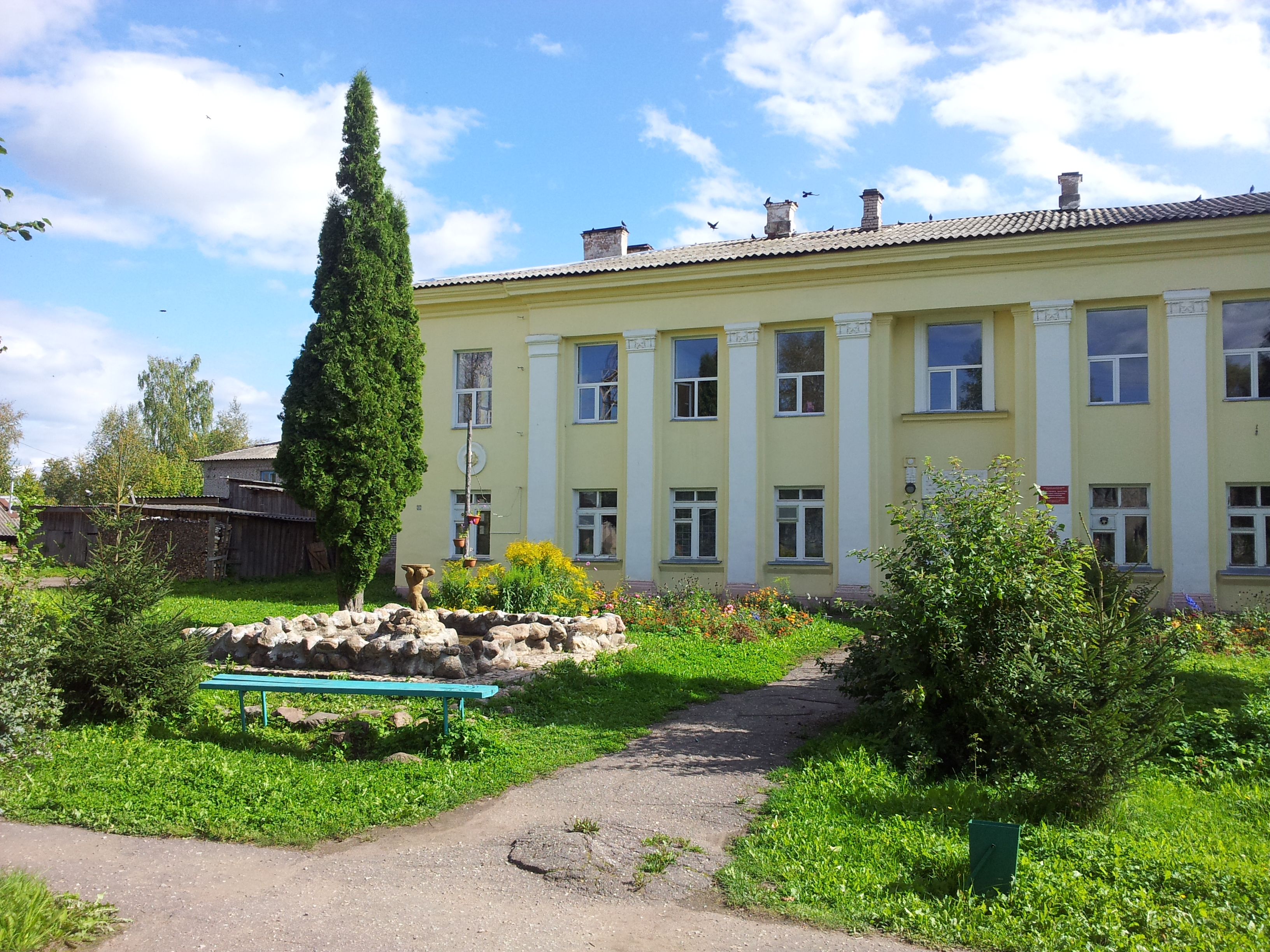
Волотовская районная больница
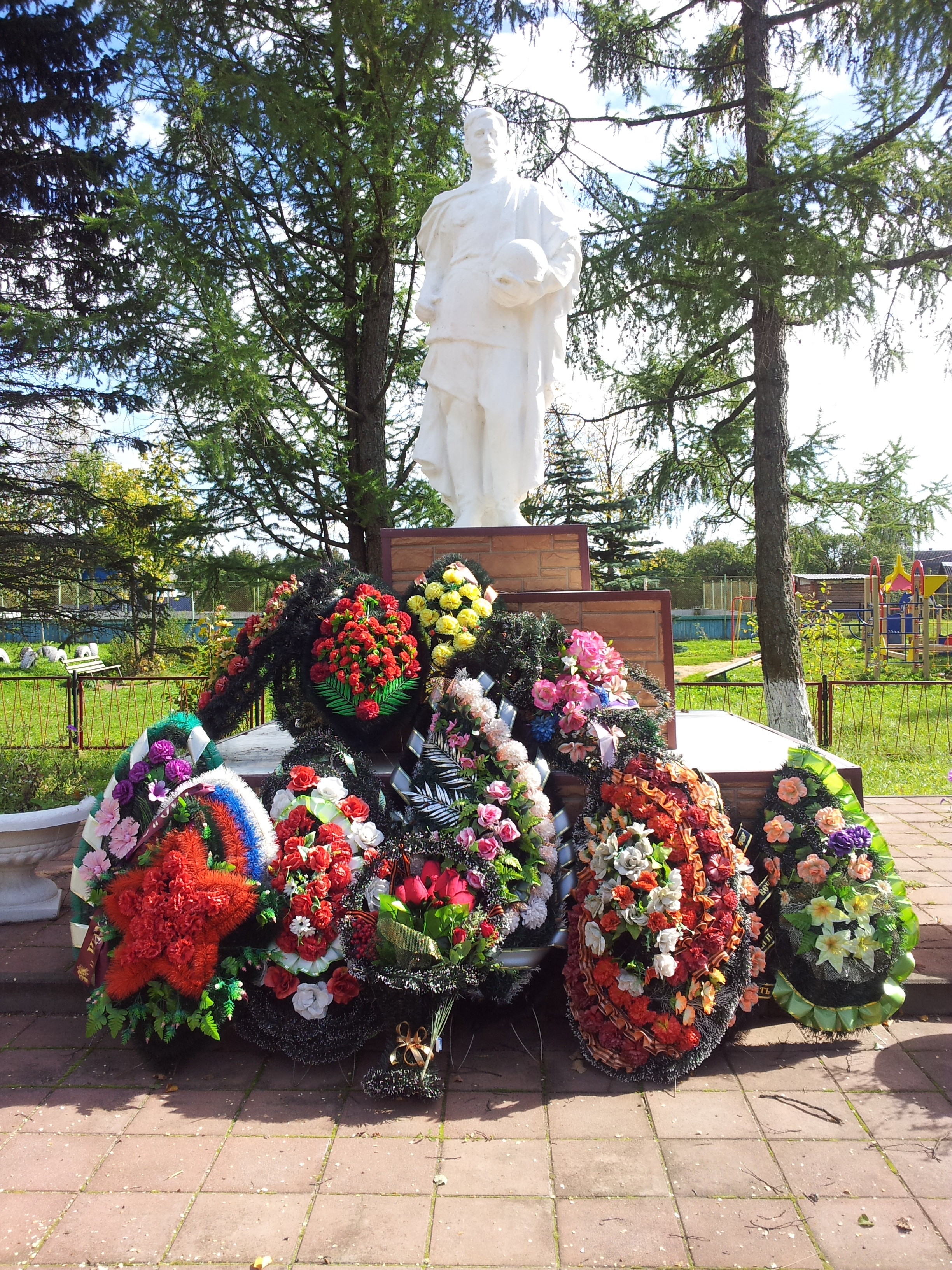
Памятник партизанам Волотовской подпольной организации
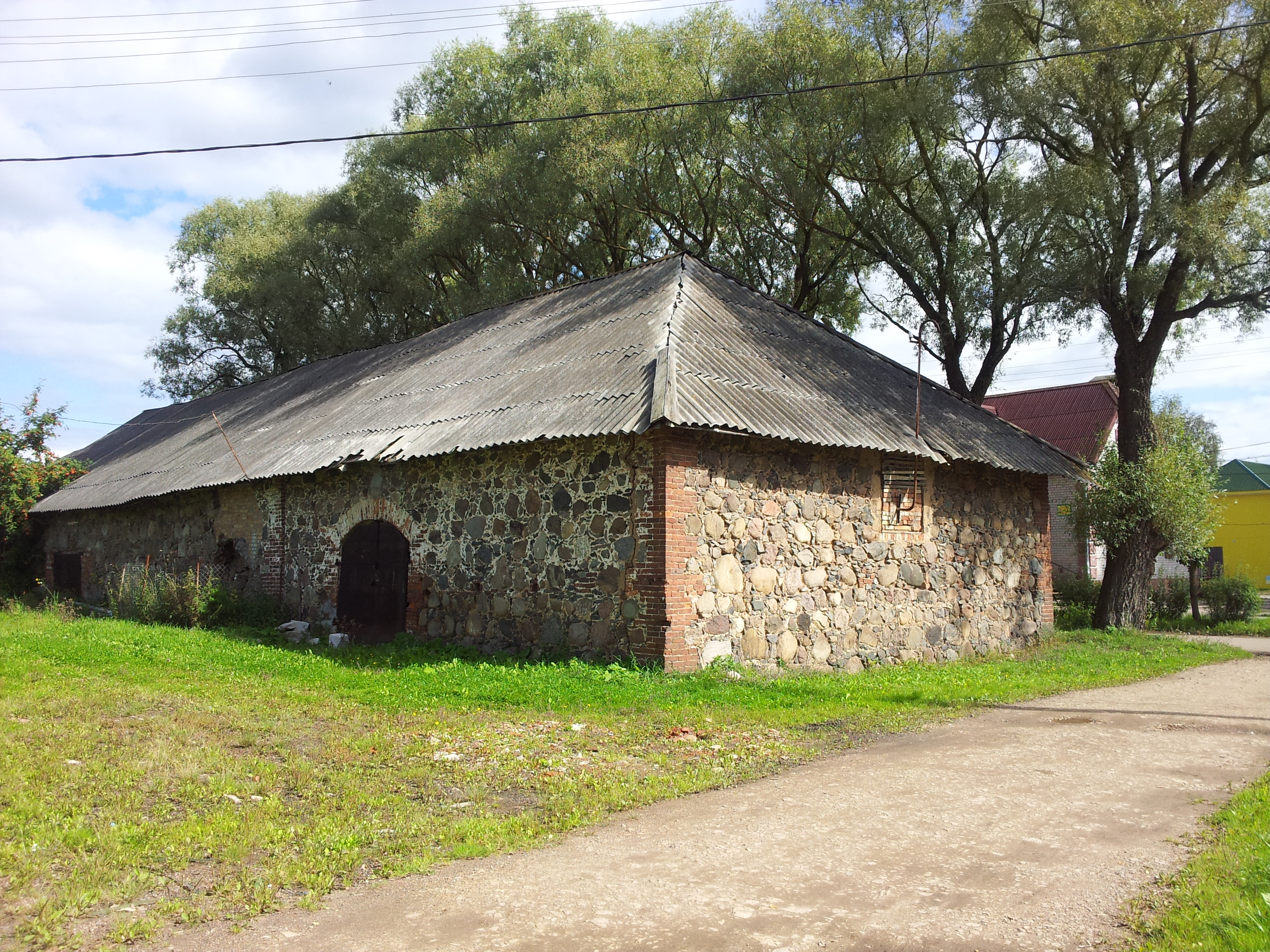
Складское помещение XIX века